# Plateros milleri
Plateros milleri là một loài bọ cánh cứng trong họ Lycidae. Loài này được Ramsdale & Kazantsev miêu tả khoa học năm 2004.